# Бруєв
Бруєв (рос. Бруев) — селище у Суразькому районі Брянської області Російської Федерації. Належить до українського історичного та етнічного краю Стародубщини.
Входить до складу муніципального утворення Дегтяревське сельское поселение. Населення становить 1 особу (2013).

## Історія
У 1918 році, згідно з Берестейським миром, належало до Української Народної Республіки та Української Держави Скоропадського.
У 1919 році селище було приєднане до Гомельської губернії, підпорядкове Суразькому повіту.
У 1937-1944 роках належало до Орловської області, відтак відійшло до новоутвореної Брянської області.

## Населення
| 2010 | 2013 |
| ---- | ---- |
| 0    | ↗1   |